# Michael Nicklasson
Michael Nicklasson (11. travnja 1972.) bivši je švedski glazbenik, basist i gitarist. Najpoznatiji je kao nekadašnji basist melodičnog death metal sastava Dark Tranquillity.
Nicklasson je bio gostujući glazbenik na albumu The Mind's I i EP-u Enter Suicidal Angels. Godine 1999. priključio se skupini kao basist, a napustio ju je 2008.
Bio je gitarist i pjevač skupine Luciferion, no napustio ju je 2003. godine. Od 2008. ne svira ni s jednim sastavom.

## Diskografija
- Luciferion – Demonication (The Manifest) (1994.)
- Dark Tranquillity – Enter Suicidal Angels (1996., (kao gost na pjesmi "Zodijackyl Light")
- Dark Tranquillity – The Mind's I (1997., kao gost na pjesmi "Zodijackyl Light")
- Dark Tranquillity – Haven (2000.)
- Dark Tranquillity – Damage Done (2002.)
- Luciferion – The Apostate (2003.)
- Dark Tranquillity – Lost to Apathy (2004.)
- Dark Tranquillity – Character (2005.)
- Dark Tranquillity – Fiction (2007.)